# Diplazium cordifolium
Diplazium cordifolium là một loài dương xỉ trong họ Athyriaceae. Loài này được Blume mô tả khoa học đầu tiên năm 1828.